# Ernst Manker

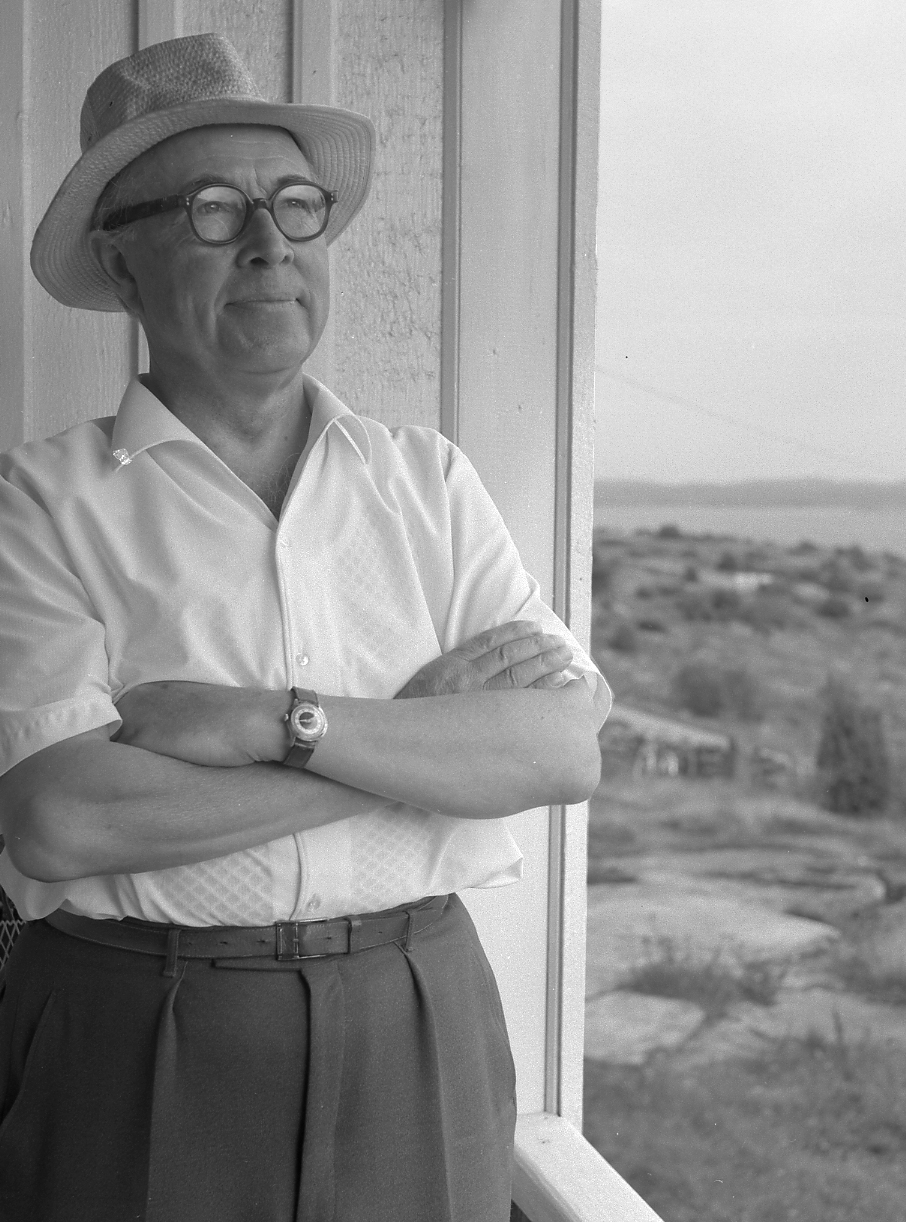
Ernst Manker in 1961

Ernst Mauritz Manker, van oorsprong Olsson, (Tjörn, 20 maart 1893) was een Zweeds etnograaf die bekend werd voor zijn onderzoek over het oervolk Samen of Lappen. 

## Biografie
Ernst Mauritz Manker werd geboren op het eiland Tjörn, in de Valla församling (parochie), gelegen in Groot-Göteborg in de provincie Bohuslän. Hij was de zoon van de boer en zeekapitein Edvard Olsen en Mathilda Kristiansdotter. Hij trouwde in 1933 met Lill Jansson (1902-1991), de dochter van grootgrondbezitters. Het echtpaar Manker kreeg twee kinderen: een dochter Margareta, geboren 1935, en een zoon Jan, geboren 1941.
Ernst Manker begon zijn leven aanvankelijk als boer maar het verlangen naar een hogere studie bleef aan hem knagen en was tot slot te sterk. Hij begon alsnog te studeren en deed in 1921 in Lund zijn examen voor voortgezet onderwijs. Daarna studeerde Ernst Manker aan de toenmalige universiteit van Gotenburg, Göteborgs högskola. In 1924 deed hij zijn bachelor met als hoofdonderwerp etnografie; zijn hoofddocent was Erland Nordenskiöld. Vanuit de collecties van het Etnografiska museet Stockholm ontstond zijn interesse voor Afrikaanse culturen en hij was speciaal geïnteresseerd in het Congobekken. De resultaten van deze werkzaamheden werden gepubliceerd in het boek Kristallbergens volk in 1929.
In de jaren 20 van de 20e eeuw ondernam Ernst Manker diverse reizen naar het Zweedse Lapland. Lapland is opgedeeld in diverse Lappmarken. Hij raakte gefascineerd door de Samische cultuur via de persoonlijke contacten die hij had met diverse Samen, in de volksmond ook wel Lappen genoemd. De rest van zijn leven bleven de Samen het hoofdonderwerp van zijn onderzoek. Hij kwam in dienst bij het Nordiska museet in 1939 als opzichter bij de afdeling die handelde over de Lappen. Ernst Manker had toen reeds uitgebreide etnografische onderzoeken gedaan in de Lappmarken en dit onderzoek werd nog geïntensifieerd in de jaren 1948 tot 1956. Toen kreeg Ernst Manker ook de hoofdverantwoordelijkheid voor de Samische/Lapse afdeling en over de onderzoeken in de Lappmarken. Zijn wetenschappelijke onderzoeken werden gepubliceerd in de serie Acta Lapponica welke hij begon in 1938. 
Daarnaast begon Ernst Manker begin 1942 met cultuurhistorische onderzoeken op zijn geboorte-eiland Tjörn. Tijdens zijn onderzoeken gebruikte Ernst Manker zijn camera veelvuldig en daardoor werden de boeken zeer rijkelijk geïllustreerd. In 1961 ging Ernst Manker met pensioen bij het Nordiska museet. Hij zette zijn etnografische onderzoek verder tot zijn dood in 1972.

## Erkenning
Ernst Manker was woordvoerder van de Svenska fjällklubben van 1949 tot 1958, buitenlands lid van de Fins-Oegrische Vereniging in 1942, Erelid van het Koninklijk Antropologisch Instituut 1947, Filosoof Eredoctoraat van de Universiteit van Stockholm 1953, lid van de Schotse Vereniging 1956.
Ernst Manker ontving de Vasa-orde van 1953 en de Orde van Oranje-Nassau 1962.

## Publicaties

### Artikelen
Ernst Manker was al in 1913 actief met het publiceren van een artikel voor het tijdschrift Lanntmannahem, genaamd "Något om skygga hästar och körning av desamma". Tot 1925 werkte hij onder zijn eigen naam Olsson, daarna werkte hij met diverse pseudoniemen, te weten, E.M., O.son, E.M.O., Ernst Mauritz, Mauritz, M. en Ernst Manke. Hij publiceerde meer dan 300 artikelen in tijdschriften, kranten en informele publicaties. Deze krantenpubliciteitsactiviteit bleef grotendeels tot zijn dood, maar hij ondertekende daarna met de naam Ernst Manke 1925-29 en Ernst Manker na 1929. In 1963 gaf het Nordiska museet vele geschriften uit van Ernst Manker, waaronder zijn artikelen in verschillende kranten en wetenschappelijke tijdschriften tussen 1925 1963 worden gemeld. Redacteur van Acta Lapponica 1938-1961.

### Boeken
De boeken van Ernst Manker zijn voornamelijk wetenschappelijke werken en reisverhalen. De wetenschappelijke werken worden vooraf gegaan door een v. De meeste werken zijn geschreven in het Zweeds, enkele voornamelijk wetenschappelijke werken in het Engels of Duits. 
- En stallo i Jokkmokk (1928)
- Kristallbergens folk (1929)
- Bönder och nomader (1931)
- Rajden går (1934)
- Vägen går krokigt (1936)
- v Die lappische Zaubertrommel (del 1 1938 och del 2 1950)
- Under samma himmel (1939)
- Det nya fjällvattnet (1941)
- v Lappsk kultur vid Stora Lule älvs källsjöar (1944)
- Markens människor (1944)
- v De svenska fjällapparna (1947)
- Markens gudar (1948)
- v Menschen und Götter in Lappland (1950)
- Lyhört (1952 dikter) Över vidderna (1952)
- Lappmark (1953)
- v The Nomadism of the Swedish Mountin Lapps (1953)
- v Les Lapons (1954)
- Tjörn (1954)
- Boken om Skum (1956)
- Bortom fjällen (1957)
- v Lapparnas heliga ställen (1957)
- Rajd och karavan (1958)
- Viddernas vandrare (1959)
- v Fångstgropar och stalotomter (1960)
- Älvens vatten blänker motsols (1961, autobiografisch)
- v Lappmarksgravar (1961)
- I Amerika (1963)
- De åtta årstidernas folk (1963)
- Sameår (1964)
- v Kvarnarna på Tjörn (1965)
- Nåidkonst (1965)
- På tredje botten (1967, autobiografisch)
- v Skogslapparna i Sverige (1968)
- Samefolkets konst (1971)
- Medmänniskor i norr (1978, postuum uitgegeven).